# لیندن (آلاباما)
لیندن (به انگلیسی: Linden) شهری در شهرستان مارنگو ایالت آلاباما است که مساحت آن ۹٫۳۶ کیلومتر مربع است و در سرشماری سال ۲۰۱۰ میلادی، ۲٬۱۲۳ نفر جمعیت داشته و تراکم جمعیتی آن، ۲۲۶٫۸۲ نفر در هر کیلومتر مربع بوده است.